# 井上真紀
井上 真紀（いのうえ まき）は、日本のジャズ・ボーカリスト、舞踊家、ハワイアン文化・フラ研究家。東京生まれ。横浜インターナショナルスクール卒業、慶應義塾大学法学部政治学科卒業。
ユニット「ラブ・ノーツ」のコ・リーダー。ボーカルと作詞を担当。

## 来歴
- 2004年度のWEBマガジン“JAZZ PAGE”の日本人ジャズミュージシャン人気投票において、女性ボーカル部門で1位を獲得した。
- ミス・アロハフラ・ジャパンへの選出や、ホノルルで開催されたインターナショナルフラコンペティション（1993年）で優勝するなど数多くの実績がある。
- 1998年NHK教育テレビで放映された 「NHK趣味悠々～アロハフラ!フラダンス入門」では、フラの講師として出演すると共に、番組のテーマソング及び課題曲を提供する。
- 2003年ハワイにてリリースしたCDアルバム“South Sea Island Magic”は地元各紙で大絶賛され、「Annual Hawaii Music Awards」のTraditional Hawaiian部門にノミネートされる。
- フランス・アニメ“カロリーヌと仲間たち“の日本語版・英語版ビデオシリーズで、主役の声を務めている。
- 幼少時代から留学経験多数で、英語が堪能。MCや通訳、インタビューアーとしても活躍。マウントフジジャズフェスティバルMC（1988～1991）を務める。その他、マイケル・ジャクソン来日プレス発表通訳やジョージ・ベンソンの通訳、PP&M日本ツアーの司会及び通訳も務める。
- 2008年にはNHKハイビジョン番組「異界百物語」に小泉八雲の妻 節子役で出演。撮影は海外版（英語版）も同時に行われ、海外では劇場公開も予定されている。
- 2012年4月にはハワイ島ヒロ市で開催のメリーモナークフラフェスティバルの前夜祭に出演し、大好評を得る。
- 2013年1月には、ロサンゼルスにてチェット・ベイカーが最も信頼をおいたピアニスト、ハロルド・ダンコと、絶頂期のウェザー・リポートでの活躍でも知られるジャズ・ドラムの最高峰ピーター・アースキンと共にラブノーツ・スペシャルユニットを結成し、記念碑的アルバム「LOVE & LIGHT」を全世界に向けてリリース。スタンダードジャズ曲をメインに、オリジナル曲「Sakura2012」他全15曲を収録。5月には録音メンバーが来日し、JAPANツアーを開催。東京-大阪-高松、総ての会場がSold Outとなり大好評を得た。
- WEBマガジン「JAZZ PAGE」の2013年度人気投票において、「女性シンガー」「ベストボーカルアルバム」「コンボ/グループ」の各部門で1位を獲得した。

## 家族
- 高祖父は井上高格（初代徳島市長）
- 曽祖父は井上十吉（明治期の英語学者、ヘボンの影響を脱した最初の和英辞典を編纂）
- 祖父は井上当蔵（井上英会話スクール創始者）、祖母は井上文子
- 父は井上高、母は井上ケイ

## 特技
- 馬術：バージニア州に馬術留学経験がある。東日本馬術大会、関東八都県大会連続優勝等、多数の受賞経験がある。
- 水泳：マスターズ バタフライ部門優勝

## エピソード
- 伝説的クール派ボーカリスト、クリス・コナーと永きにわたる師弟&友好関係がある。

## テレビ出演
過去の出演番組
- ラブ･ノーツ in ハワイ（BS日テレ、2009年1月1日）
- 異界百物語　Jホラーの秘密を探る（NHK BShi、2007年）
- Jazz Love NotesIIPacific（BS日テレ、2005 - 2007年）
- Jazz Love Notes Premium（BS日テレ、2003年）
- Jazz Love Notes（テレビ東京、1999 - 2000年）
- 趣味悠々「アロハフラ!フラダンス入門」（NHK教育、1998年）
- おしゃれ工房（NHK教育、1997年）

キャスター・パーソナリティー
- 週間地球ウォッチング（テレビ東京、1986年）
- キャッチアップ（TBSテレビ、1986 - 1987年）
- THE WAVE（TBSテレビ、1990年）
- 発信!リッチマン感覚（テレビ東京、1990 - 1991年）
- NTV PCMジャパン「TOP of TOWER RECORDS」（1992年6月 - ）
- JSBミート・ザ・シンプソンズ パーソナリティー（1993年3月）

ゲスト出演
- ハンサムウーマン（NHK）
- ときめき夢サウンド（NHK）
- たけしの誰でもピカソ（テレビ東京）
- 趣味悠々 特番（NHK教育）
- 金曜オンステージ「いっきにパラダイス」（NHK）
- 常夏ガール（テレビ東京）
- はなまるマーケット（TBS）
- 藤山直美と素敵な仲間たち（NHK）
- 生活ほっとモーニング（NHK教育）

他多数

## 過去のラジオ出演
- TOYOBOメモリーポップス（TBSラジオ、パーソナリティー、1990 - 1992年）

ゲスト出演
- 坂上みきのBeautiful（Tokyo FM）
- We Love Shonan（FM横浜）
- ラジオ深夜便（NHK第一）
- Oh！Boy（Inter FM）

他多数

## CM
- アサヒ黒生（2000 - 2001年）

## 作品
- ラブ・ノーツを参照。

ソロ作品
- Pua Olena（1997年、ウクレレの神様オータサンとのジョイントアルバム）